# Kazuhito Kikuchi
 Kazuhito Kikuchi  (菊池一仁, Kikuchi Kazuhito, alias KZB, né le 15 octobre 1977 au Japon) est un musicien, compositeur et producteur de musique japonais. Il débute en 1998, et écrit et produit des chansons pour des artistes importants, dont Ayumi Hamasaki, Kumi Koda, Every Little Thing, TRF, Ami Suzuki…. Il forme aussi un duo pop avec Takuya Kanatsuki, Breath, actif de 2001 à 2005 sur le label avex trax. Il s'occupe depuis 2007 principalement de la chanteuse chinoise alan.